# Bentley
Bentley Motors Limited er en britisk luksusbilsproducent. Bilproducenten har siden 1998 været en del af Volkswagen Group og fungerer som et af koncernens luksusbilmærker. Hovedsædet ligger som oprindeligt i Crewe i England, det samme gør produktionsanlægget. I november 2012 var Kina det største marked for Bentley.

## Historie
Bentley Motors er grundlagt den 18. januar 1919 af Walter Owen Bentley (kendt som W.O. Bentley eller bare "W.O."). Mr. Bentley havde tidligere været kendt for at fremstille motorer til fly under 1. verdenskrig, den mest kendte var Bentley BR1, som blev brugt i senere udgaver af Sopwith Camel.

Efter 1. verdenskrig designede og fremstillede W.O. Bentley biler der vandt 24-timers racerløbet i Le Mans i 1924 og modeller der gentog succesen i 1927, 1928, 1929 og 1930. I 1931 blev Bentley opkøbt af Rolls-Royce og i 1998 solgt til tyske Volkswagen Group, som fortsat er ejer.